# 锡金龙胆
锡金龙胆（学名：Gentiana sikkimensis）是龙胆科龙胆属的植物。分布于尼泊尔、不丹、印度、锡金以及中国大陆的西藏、云南等地，生长于海拔2,700米至5,000米的地区，多生于林下、灌丛中、山坡草地或林缘，目前尚未由人工引种栽培。